# USS Midway Museum

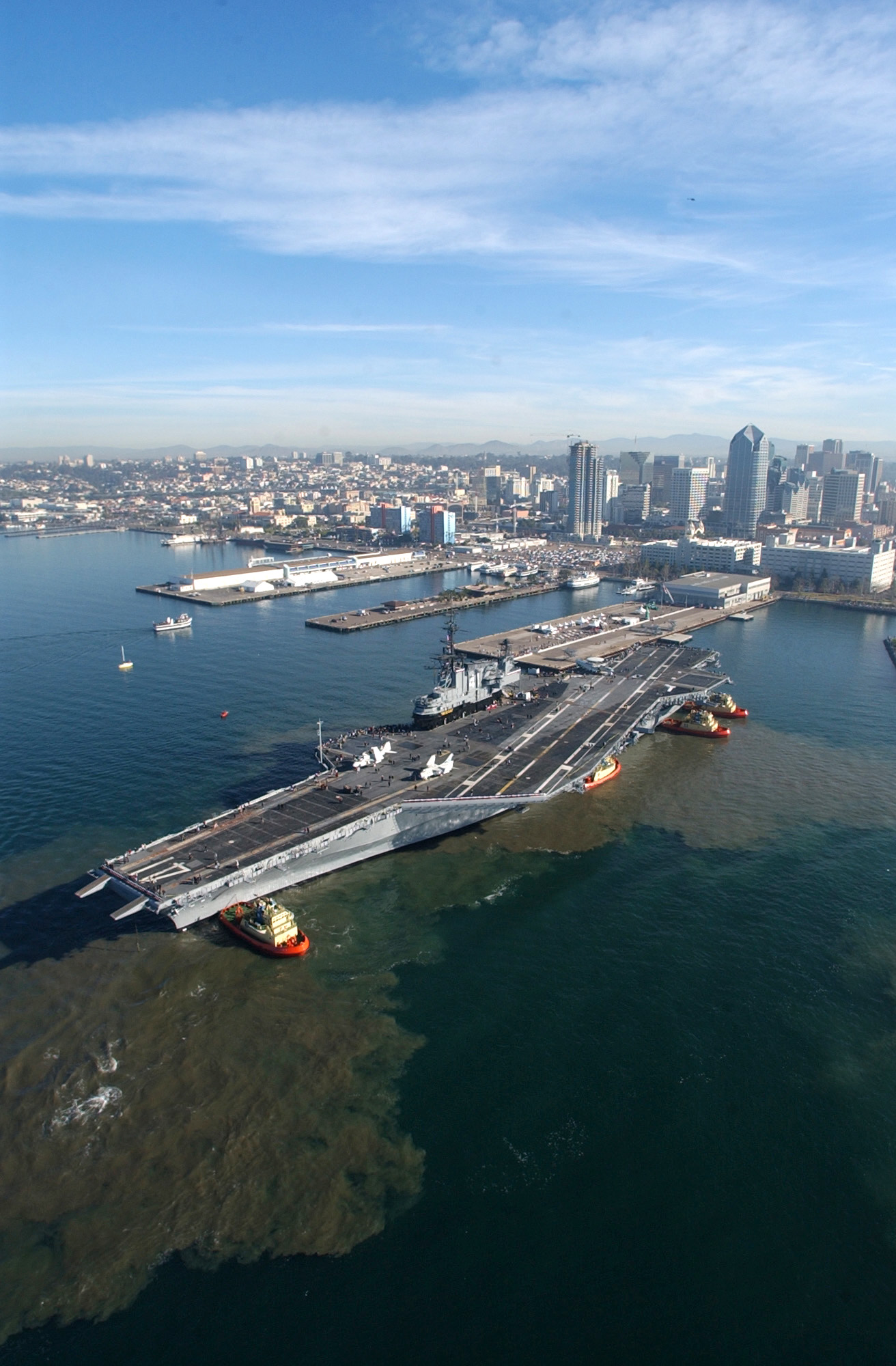
Die USS Midway beim Einlauf zu ihrem endgültigen Liegeplatz in San Diego am 10. Januar 2004

Das USS Midway Museum ist ein Museumsschiff in San Diego, Kalifornien, am Navy Pier. Das Museum ist lokalisiert auf dem Flugzeugträger Midway und beinhaltet eine große Auswahl an hauptsächlich im südlichen Kalifornien gebauten Flugzeugen.

## Geschichte
Die Midway war der dienstälteste Flugzeugträger der US Navy (1945 bis 1992). Insgesamt über 200.000 Soldaten dienten auf dem Schiff, das an mehreren wichtigen militärischen Einsätzen, darunter auch humanitäre Missionen, beteiligt war. Es ist der einzige Flugzeugträger, der während des kompletten Kalten Krieges im Dienst war. Es liegt vor San Diego, dem Geburtsort der Luftmarinegarde und dem ursprünglichen Standort der United States Navy Fighter Weapons School.

## Tourismus

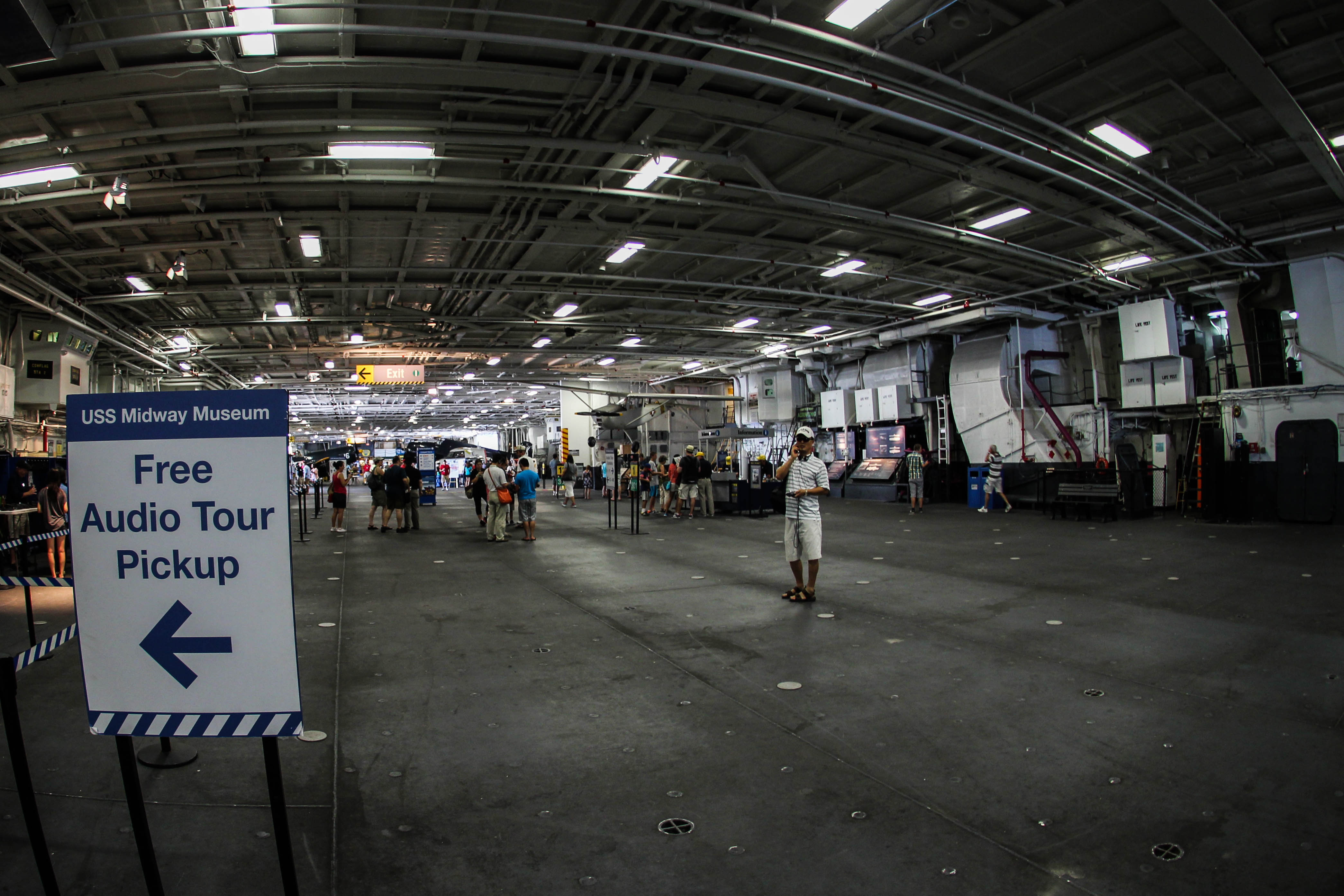
Der Beginn der Ausstellung auf dem Museumsschiff USS Midway

Das Schiff öffnete zum ersten Mal als Museum am 7. Juni 2004. Im Jahre 2012 überschritt die jährliche Besucherzahl die Einmillionenmarke und machte die USS Midway somit zum meistbesuchten, noch schwimmenden Marinemuseumsschiff der Welt. Das Museum hat über 13.000 Mitglieder und ist Veranstalter von über 700 Events im Jahr, über 400 davon sind feierliche Verabschiedungen von aktiven Navy Seals, Veteranenehrungen und Ähnliches. Des Weiteren veranstaltet das Museum Exkursionen für Schüler und Studenten, welche von über 50.000 Schülern pro Jahr besucht werden, und Nachtwanderungen für über 5.000 Kindern jährlich.
Der Besuch des Schiffes beinhaltet eine ungeführte Audiotour (auch in Deutsch), welche von U.S. Matrosen eingesprochen wurde, und zeigt über 60 Ausstellungsräume, unter anderem Maschinenräume, Schlafräume, die Brücke und das Flugdeck. Auch ausgestellt sind 29 verschiedene Flugzeuge. Weitere Attraktionen wie Cockpit-Besichtigungen, Videos, Flugsimulatoren und eine Tour für jüngere Besucher sind ebenfalls vorhanden.
Abgesehen von den Touristen ist das Schiff auch beliebt in der Welt der Medien geworden. So gab es 2012 eine landesweite Ausstrahlung des NCAA-Basketballspiels zwischen der Michigan State University und der Syracuse University. Des Weiteren haben viele Fernsehsender auf dem Schiff verschiedene Serien gedreht, zum Beispiel American Idol, Travel Network, Discovery Channel, FOX News, The Bachelor, Extreme Makeover, History Channel und Military Channel.

## Auswahl an Ausstellungsstücken

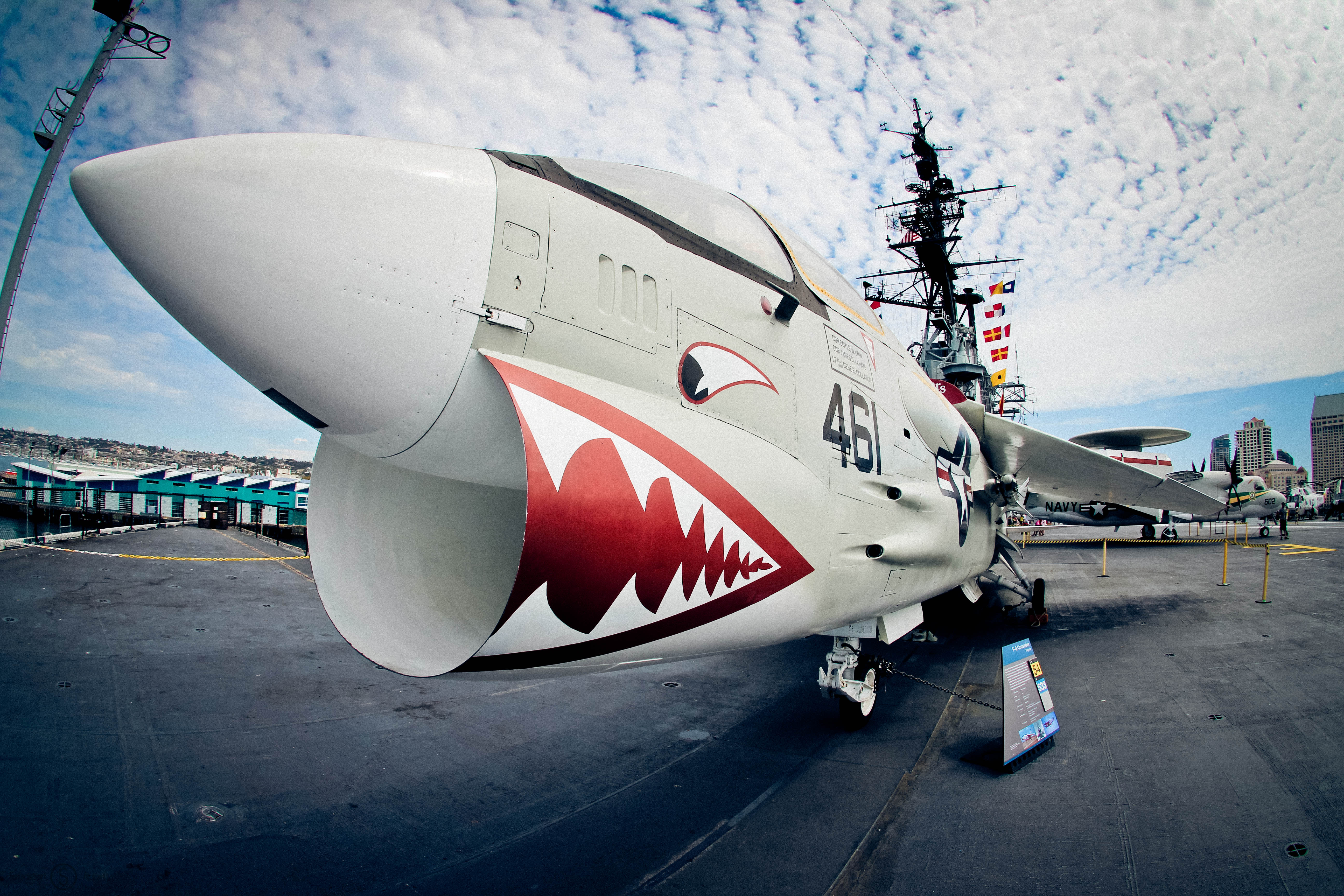
Ein Vought F-8 auf dem Flugdeck

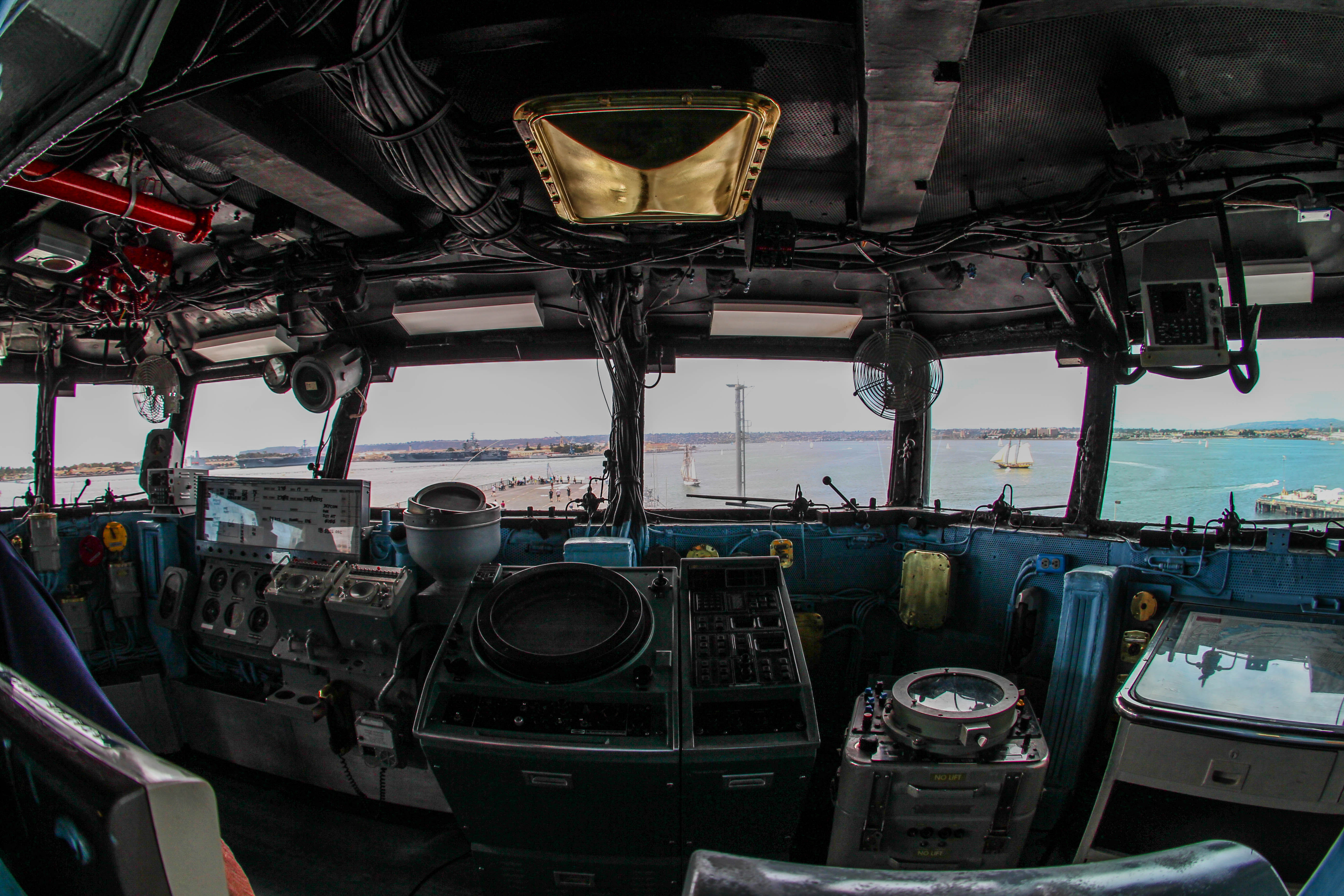
Die Aussicht aus der Brücke der USS Midway.

- Vought F-8
- Sikorsky SH-60 Seahawk
- Bell UH-1
- Boeing-Vertol CH-46
- Kaman H-2
- Sikorsky S-58
- Lockheed S-3
- Grumman A-6